# Terminalia valverdeae
Terminalia valverdeae là một loài thực vật có hoa trong họ Trâm bầu. Loài này được A.H. Gentry miêu tả khoa học đầu tiên năm 1981.